# ميشطة عريضة الأوراق
ميشطة عريضة الأوراق (الاسم العلمي:Anogeissus latifolia) هي نوع من النباتات يتبع جنس الميشطة من الفصيلة القمبريطية.